# Structure agraire
La structure agraire d'un pays ou d'une région est l'ensemble des rapports entre les hommes et la terre : répartition, propriété, aménagement, habitat rural.